# Vénéon
Le Vénéon est un torrent situé dans le département de l'Isère, dans la région Auvergne-Rhône-Alpes et un affluent de la rive gauche de la Romanche dans le bassin du fleuve le Rhône, par le Drac et l'Isère. Avec ses affluents alimentés par des glaciers du massif des Écrins, il parcours la vallée du Vénéon dans le sud de l'Oisans.

## Histoire

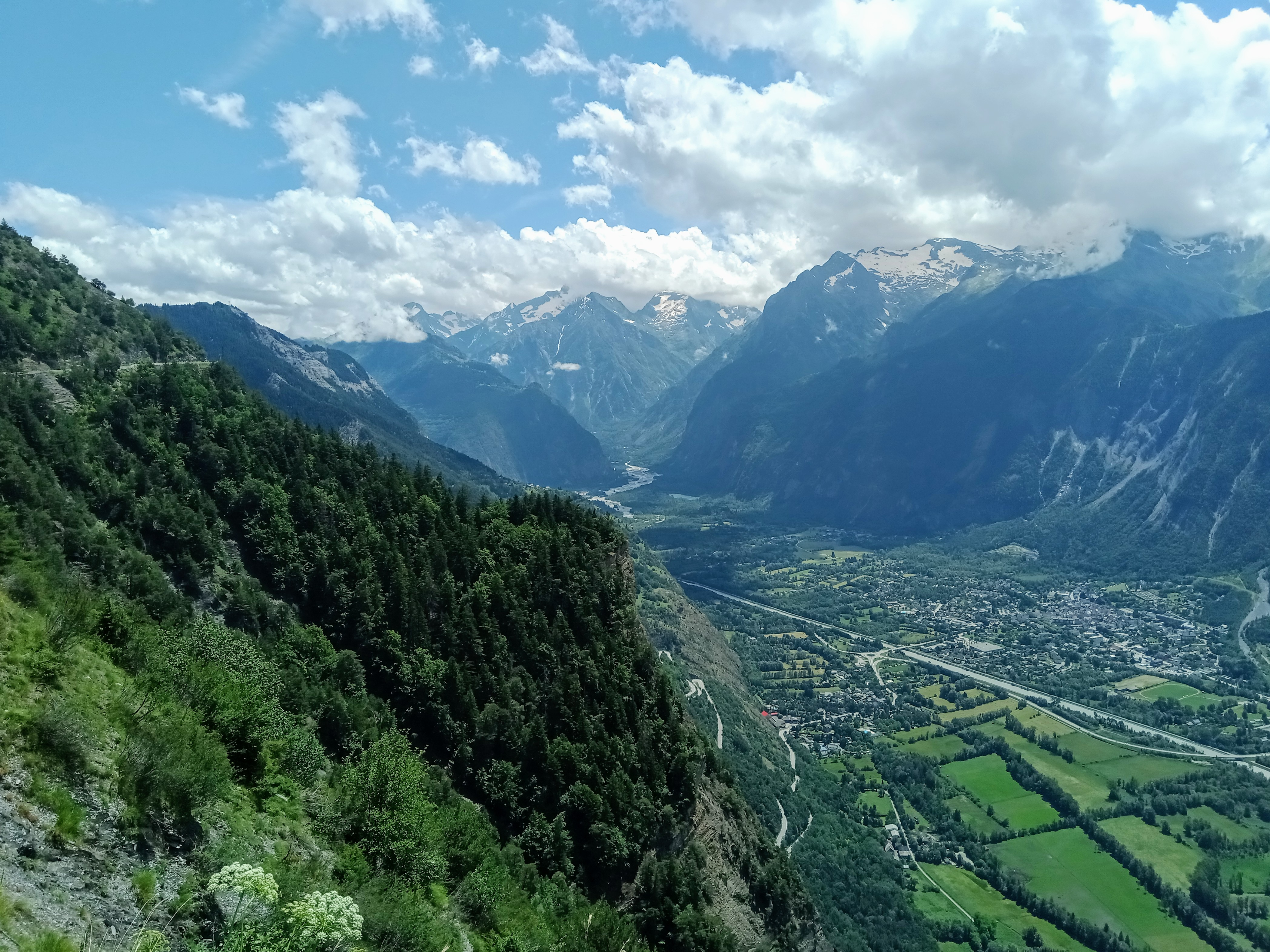
Vue en juillet 2024 depuis le Pas de la Confession entre Villard-Reculas et Huez au nord de l'entrée de la vallée du Vénéon avec les matériaux charriés par la crue du 21 juin 2024-.

En juin 2024, la pluie, la fonte des neiges et à une possible débâcle d'un lac de montagne, induisent d'importantes crues qui détruit  une partie du village de La Bérarde et sa vallée et le submerge de matériaux rocheux. L'accès routier de la vallée est partiellement coupé pendant plusieurs mois,.

## Géographie
D'une longueur de 33,5 kilomètres, la source est située au pied du glacier de la Pilatte dominé par Les Bans (3 669 m).
Il traverse la Bérarde, Saint-Christophe-en-Oisans, Venosc et Auris avant de confluer dans la Romanche en amont du Bourg-d'Oisans, à 735 mètres d'altitude, près du lieu-dit le Buclet et juste en dessous de Villard-Notre-Dame.

### Communes et cantons traversés
Dans le seul département de l'Isère, le Vénéon traverse les quatre communes, dans un seul canton, dans le sens amont vers aval, de Saint-Christophe-en-Oisans (source), les Deux Alpes, Auris, le Bourg-d'Oisans (confluence). L'ancienne commune de Venosc est désormais regroupée dans celle des Deux Alpes depuis 2017.
Soit en termes de cantons, le Vénéon prend source et conflue dans le même canton de l'Oisans-Romanche dans l'arrondissement de Grenoble, dans l'intercommunalité la communauté de communes de l'Oisans.

### Bassin versant
Le Vénéon traverse une seule zone hydrographique « Le Vénéon » (W273) de 316 km2 de superficie. Ce bassin versant est constitué à 98,48 % de « forêts et milieux semi-naturels », à 0,69 % de « territoires agricoles », à 0,58 % de « surfaces en eau », à 0,19 % de « territoires artificialisés ».
Le haut bassin du Vénéon est dominé par le gneiss.

### Organisme gestionnaire
L'organisme gestionnaire est le Symbhi ou « SYndicat Mixte des Bassins Hydrauliques de l'Isère ». C'est un collège de financeurs, créé en 2004, dont les membres sont le Conseil général de l'Isère, la Communauté de communes du Pays du Grésivaudan...

#### SAGE
le SAGE ou Schéma d'aménagement et de gestion des eaux Romanche a été voté en mars 2007, approuvé en février 2012 et signé le 25 septembre 2013 avec un programme d'actions de 150 fiches actions, pour un montant d'investissement de 109 millions d'euros sur la période 2013-2019.

## Affluents

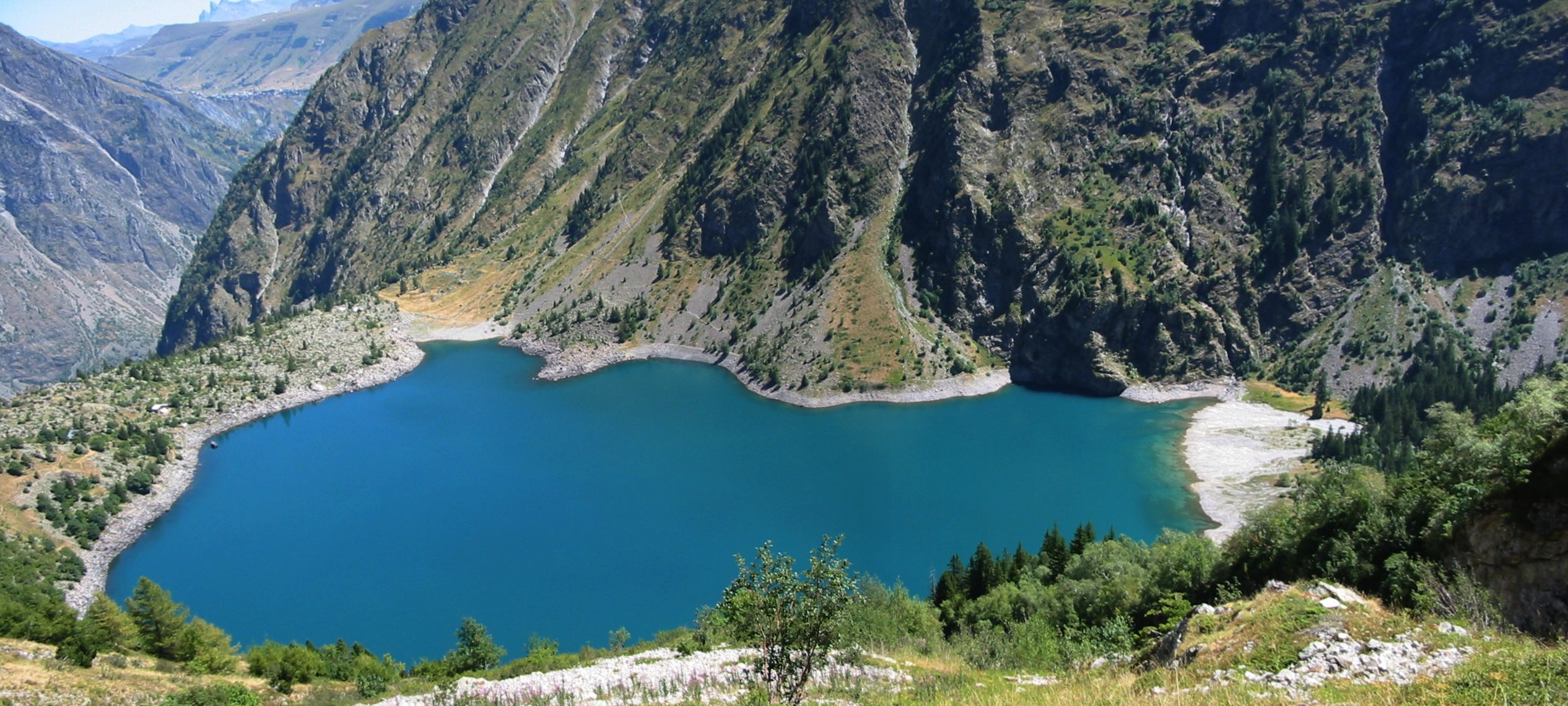
Le Lauvitel en 2003

Le Vénéon a dix-huit tronçons affluents référencés dont :
- le torrent du Chardon, avec un affluent :
  - le ruisseau de L'Encoula
- le ruisseau de la Ruine,
- le torrent des Étançons (rd) 8,1 km sur la seule commune de Saint-Christophe-en-Oisans avec quatre affluents. Celui-ci vient du Glacier des Étançons, au sud de la Meije (3 983 m).
- le ruisseau du Vallon des Etages, avec cinq affluents
- le ruisseau d'Amont,
- le ruisseau d'En-Bas
- le ruisseau de Muande (rg) 8,9 km sur la seule commune de Saint-Christophe-en-Oisans avec dix affluents. Celui-ci vient du glacier des Sellettes sous l'Olan (3 564 m)
  - le Druvet,
- le ruisseau de Champhorent,
- le ruisseau de la Mariande, avec un affluent :
  - le ruisseau de la Rama
- la Grande Pisse,
- la Petite Pisse,
- le torrent du Diable (rd) 9,8 km sur la seule commune de Saint-Christophe-en-Oisans avec douze affluents. Celui-ci vient du massif du Soreiller, du glacier de la Selle sous la Meije et le Râteau (3 809 m).
- le ruisseau de la Pisse (rg) 7 km sur la seule commune de Saint-Christophe-en-Oisans avec trois affluents. Celui-ci vient de la Tête de Lauranoure (3 229 m) et de la Pointe Swan (3 294 m)
- le ruisseau de Villeneuve, 3,4 km avec trois affluents :
  - le ruisseau de la Pisse, 3,9 km sur Venosc avec un affluent :
    - le ruisseau des Cabanes,

  - le ruisseau de la Coche, 1,7 km sur Venosc avec un affluent :
    - le ruisseau de la Charbonnière, 1,8 km sur Venosc avec un affluent :
      - le ruisseau de Longey, 1,2 km sur Venosc

  - le ruisseau de la Lauzière, 1,4 km sur Venosc
- le ruisseau du Replat, avec un affluent :
  - le ruisseau de Lairette,
- le Merdaret,
- le ruisseau du Lauvitel (rg) 3,2 km sur les deux communes de Bourg-d'Oisans et Venosc avec un affluent. Au bout de cette vallée le Lauvitel (1 530 m).
  - le ruisseau de la Rousse,
- le ruisseau de la Pisse, avec deux affluents :
  - le ruisseau du Villard,
  - le ruisseau du Vallon,

### Rang de Strahler
Le rang de Strahler du Vénéon est de cinq (par le ruisseau de Villeneuve, la Coche, Charbonnière, et Longey).

## Hydrologie
Son régime hydrologique est dit nival.

## Aménagements et écologie

### Hydroélectricité
La chute du Vénéon, mise en exploitation en 1944 caractérisée par le barrage de prise de Plan du Lac dont les eaux sont turbinées par la centrale de Pont-Escoffier via une galerie d’amenée de 6606 mètres sous la montagne, et une conduite forcée en tuyaux auto-frettés de 632 mètres de longueur et de 16 m3/s de débit. Des travaux compléteront à partir de 1947 l’aménagement de la chute du Vénéon par l’apport par les prises d'eaux des torrents de la Muzelle et du Lauvitel.

### Écologie
Le Vénéon est en bon état écologique.

### Le parc national des Écrins
Le bassin versant du Vénéon est situé au nord du parc national des Écrins.

## Peinture
Le Vénéon ou sa vallée a inspiré les deux peintres : Charles Bertier et Laurent Guétal.

Peintures de la vallée du Vénéon
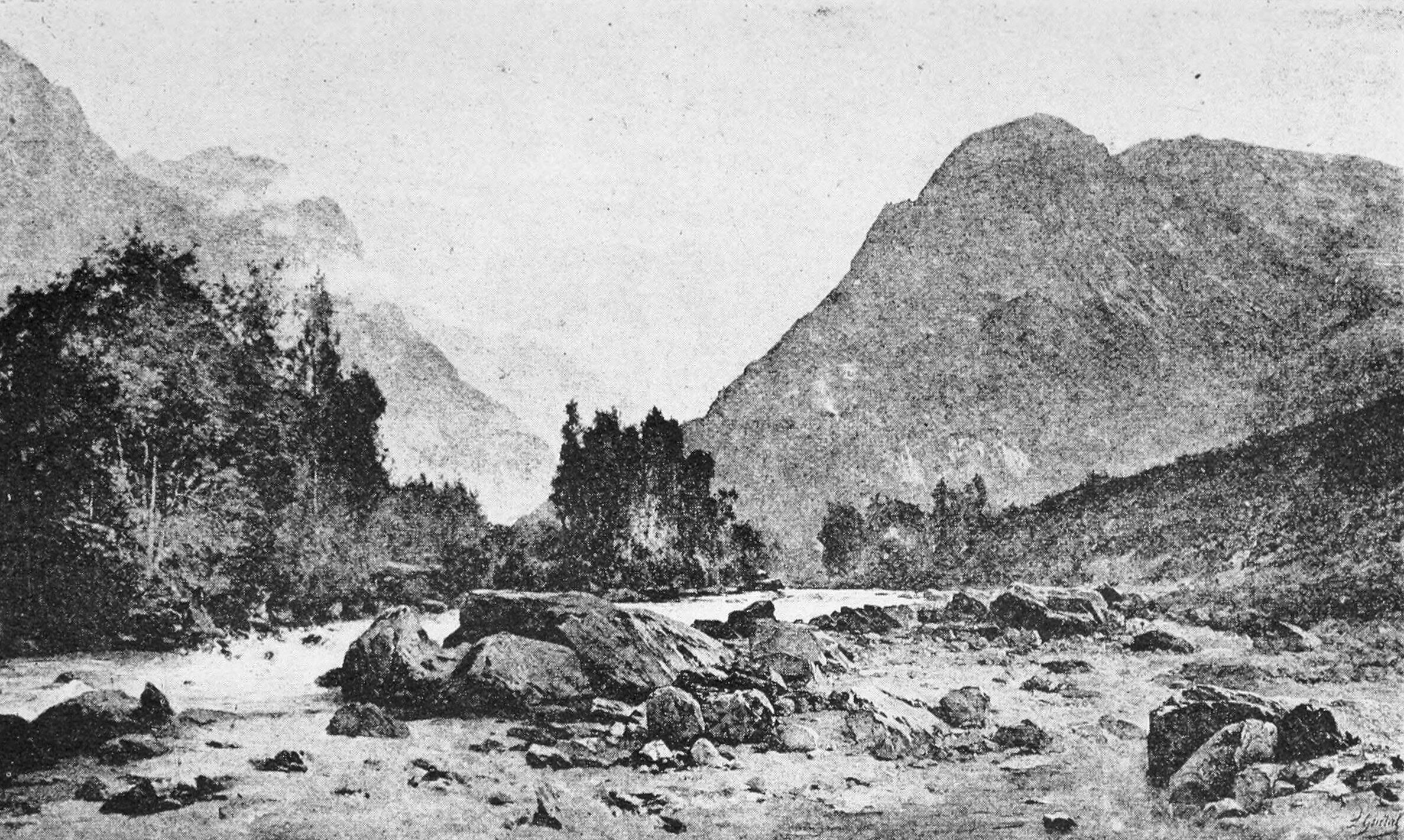
La vallée du Vénéon à Bourg d'Aru selon Laurent Guétal en 1891
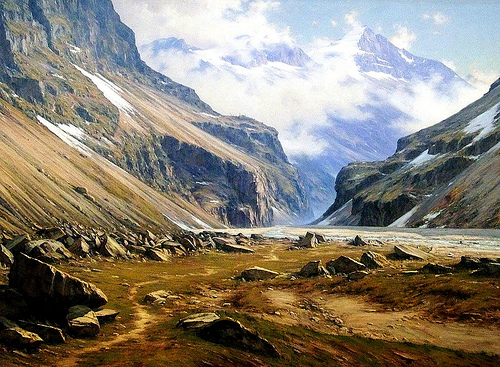
La vallée du Vénéon selon Charles Bertier en 1900